# Офсајд (рагби 15)
Офсајд (енгл. Offside) је једно од правила у рагбију. У отвореној игри, играч је у офсајду ако се налази испред саиграча, који носи лопту или испред саиграча, који је последњи играо лоптом. Играч који је у офсајду подлеже казни једино ако учини једну од три ствари:
1. Омета игру
2. Креће се ка лопти 
3. Не одаљи се 10 метара од лопте приликом казне.